# Nitokra elegans
Nitokra elegans is een eenoogkreeftjessoort uit de familie van de Ameiridae. De wetenschappelijke naam van de soort is voor het eerst geldig gepubliceerd in 1905 door Scott T..